# Lista Falcon 9 förstasteg

Falcon 9 raketfamilj; från vänster till höger: Falcon 9 v1.0, Falcon 9 v1.1, Falcon 9 Full Thrust, Falcon 9 Block 5 och Falcon Heavy.

Ett Falcon 9 förstasteg är en återanvändbar bärraket som används av Falcon 9 och Falcon Heavy rymdraket tillverkad av SpaceX. Den första framgångsrika landningen och återhämtningen av ett förstasteg inträffade den 22 december 2015, på den första flygningen av Falcon 9 Full Thrust-versionen. Sedan dess har Falcon 9 förstasteg landat 50 gånger.

## Lista över förstasteg-bärraketer
| Kärna | Version     | Uppskjutning (UTC)                                             | Flygning № | Renoveringstid | Nyttolast                          | Uppskjutning  | Landning              | Status        |
| ----- | ----------- | -------------------------------------------------------------- | ---------- | -------------- | ---------------------------------- | ------------- | --------------------- | ------------- |
| B0001 | v1.0 test   | Tillverkad 2007                                                | i.u.       | i.u.           | Strukturell testartikel            | i.u.          | i.u.                  | i.u.          |
| B0002 | v1.0 test   | 22 september 2012 September 2012–Oktober 2013 (8 testflygning) | i.u.       | i.u.           | Grasshopper                        | i.u.          | i.u.                  | Pensionerad   |
| B0003 | v1.0        | 4 juni 2010                                                    | F9-001     | i.u.           | Dragon spacecraft qualification    | Lyckad        | Misslyckad            | Förstörd      |
| B0004 | v1.0        | 8 december 2010                                                | F9-002     | i.u.           | Dragon demo flight C1              | Lyckad        | Misslyckad            | Förstörd      |
| B0005 | v1.0        | 22 april 2012                                                  | F9-003     | i.u.           | Dragon demo flight C2+             | Lyckad        | No attempt            | Förbrukad     |
| B0006 | v1.0        | 8 oktober 2012                                                 | F9-004     | i.u.           | Dragon CRS-1                       | Delvis lyckad | Inget försök          | Förbrukad     |
| B0007 | v1.0        | 1 mars 2013                                                    | F9-005     | i.u.           | Dragon CRS-2                       | Lyckad        | Inget försök          | Förbrukad     |
| B1001 | v1.1 test   | Tillverkad 2012                                                | i.u.       | i.u.           | Strukturell testartikel            | i.u.          | i.u.                  | i.u.          |
| B1002 | v1.1 test   | 17 april 2014 april–augusti 2014 (5 testflygning)              | i.u.       | i.u.           | F9R Dev1                           | i.u.          | i.u.                  | Förstörd      |
| B1003 | v1.1        | 29 september 2013                                              | F9-006     | i.u.           | CASSIOPE                           | Lyckad        | Misslyckad            | Förstörd      |
| B100x | v1.1        | 3 december 2013                                                | F9-007     | i.u.           | SES-8                              | Lyckad        | Inget försök          | Förbrukad     |
| B100x | v1.1        | 6 januari 2014                                                 | F9-008     | i.u.           | Thaicom 6                          | Lyckad        | Inget försök          | Förbrukad     |
| B100x | v1.1        | 18 april 2014                                                  | F9-009     | i.u.           | Dragon CRS-3                       | Lyckad        | Lyckad (Öppet vatten) | Förstörd      |
| B100x | v1.1        | 17 juli 2014                                                   | F9-010     | i.u.           | Orbcomm OG2 × 6                    | Lyckad        | Lyckad (Öppet vatten) | Förstörd      |
| B100x | v1.1        | 5 augusti 2014                                                 | F9-011     | i.u.           | AsiaSat 8                          | Lyckad        | Inget försök          | Förbrukad     |
| B100x | v1.1 test   | Tillverkad 2014                                                | i.u.       | i.u.           | F9R Dev2                           | i.u.          | i.u.                  | Aldrig flugit |
| B1010 | v1.1        | 21 september 2014                                              | F9-013     | i.u.           | Dragon CRS-4                       | Lyckad        | Misslyckad            | Förstörd      |
| B1011 | v1.1        | 7 september 2014                                               | F9-012     | i.u.           | AsiaSat 6 / Thaicom 7              | Lyckad        | Inget försök          | Förbrukad     |
| B1012 | v1.1        | 10 januari 2015                                                | F9-014     | i.u.           | Dragon CRS-5                       | Lyckad        | Misslyckad            | Förstörd      |
| B1013 | v1.1        | 11 februari 2015                                               | F9-015     | i.u.           | Deep Space Climate Observatory     | Lyckad        | Lyckad (Öppet vatten) | Förstörd      |
| B1014 | v1.1        | 2 mars 2015                                                    | F9-016     | i.u.           | ABS-3A · Eutelsat 115 West B       | Lyckad        | Inget försök          | Förbrukad     |
| B1015 | v1.1        | 14 april 2015                                                  | F9-017     | i.u.           | Dragon CRS-6                       | Lyckad        | Misslyckad            | Förstörd      |
| B1016 | v1.1        | 27 april 2015                                                  | F9-018     | i.u.           | TürkmenÄlem 52°E / MonacoSAT       | Lyckad        | Inget försök          | Förbrukad     |
| B1017 | v1.1        | 17 januari 2016                                                | F9-021     | i.u.           | Jason-3                            | Lyckad        | Misslyckad            | Förstörd      |
| B1018 | v1.1        | 28 juni 2015                                                   | F9-019     | i.u.           | Dragon CRS-7                       | Misslyckad    | Utesluten             | Förstörd      |
| B1019 | Full Thrust | 22 december 2015                                               | F9-020     | i.u.           | Orbcomm OG2 × 11                   | Lyckad        | Lyckad                | Pensionerad   |
| B1020 | Full Thrust | 4 mars 2016                                                    | F9-022     | i.u.           | SES-9                              | Lyckad        | Misslyckad            | Förstörd      |
| B1021 | Full Thrust | 8 april 2016                                                   | F9-023     | i.u.           | Dragon CRS-8                       | Lyckad        | Lyckad                | Renoverad     |
| B1021 | Full Thrust | 30 mars 2017                                                   | F9-032 ♺   | 11m 14d        | SES-10                             | Lyckad        | Lyckad                | Pensionerad   |
| B1022 | Full Thrust | 6 maj 2016                                                     | F9-024     | i.u.           | JCSAT-14                           | Lyckad        | Lyckad                | Pensionerad   |
| B1023 | Full Thrust | 27 maj 2016                                                    | F9-025     | i.u.           | Thaicom 8                          | Lyckad        | Lyckad                | Renoverad     |
| B1023 | Full Thrust | 6 februari 2018                                                | FH-001 ♺   | 1år 8m 10d     | Tesla Roadster                     | Lyckad        | Lyckad                | Pensionerad   |
| B1024 | Full Thrust | 15 juni 2016                                                   | F9-026     | i.u.           | ABS-2A · Eutelsat 117 West B       | Lyckad        | Misslyckad            | Förstörd      |
| B1025 | Full Thrust | 18 juli 2016                                                   | F9-027     | i.u.           | Dragon CRS-9                       | Lyckad        | Lyckad                | Renoverad     |
| B1025 | Full Thrust | 6 februari 2018                                                | FH-001 ♺   | 1år 8m 10d     | Tesla Roadster                     | Lyckad        | Lyckad                | Pensionerad   |
| B1026 | Full Thrust | 14 augusti 2016                                                | F9-028     | i.u.           | JCSAT-16                           | Lyckad        | Lyckad                | Pensionerad   |
| B1027 | Heavy test  | Tillverkad 2016                                                | i.u.       | i.u.           | Structural test article            | i.u.          | i.u.                  | i.u.          |
| B1028 | Full Thrust | 3 september 2016                                               | i.u.       | i.u.           | Amos-6                             | Utesluten     | Utesluten             | Förstörd      |
| B1029 | Full Thrust | 14 januari 2017                                                | F9-029     | i.u.           | Iridium NEXT 1–10                  | Lyckad        | Lyckad                | Renoverad     |
| B1029 | Full Thrust | 23 juni 2017                                                   | F9-036 ♺   | 5m 9d          | BulgariaSat-1                      | Lyckad        | Lyckad                | Pensionerad   |
| B1030 | Full Thrust | 16 mars 2017                                                   | F9-031     | i.u.           | EchoStar 23                        | Lyckad        | Inget försök          | Förbrukad     |
| B1031 | Full Thrust | 19 februari 2017                                               | F9-030     | i.u.           | Dragon CRS-10                      | Lyckad        | Lyckad                | Renoverad     |
| B1031 | Full Thrust | 11 oktober 2017                                                | F9-043 ♺   | 7m 22d         | SES-11 / EchoStar 105              | Lyckad        | Lyckad                | Pensionerad   |
| B1032 | Full Thrust | 1 maj 2017                                                     | F9-033     | i.u.           | NROL-76                            | Lyckad        | Lyckad                | Renoverad     |
| B1032 | Full Thrust | 31 januari 2018                                                | F9-048 ♺   | 8m 30d         | GovSat-1 / SES-16                  | Lyckad        | Lyckad (vatten)       | Förstörd      |
| B1033 | Heavy core  | 6 februari 2018                                                | FH-001     | i.u.           | Tesla Roadster                     | Lyckad        | Misslyckad            | Förstörd      |
| B1034 | Full Thrust | 15 maj 2017                                                    | F9-034     | i.u.           | Inmarsat-5 F4                      | Lyckad        | Inget försök          | Förbrukad     |
| B1035 | Full Thrust | 3 juni 2017                                                    | F9-035     | i.u.           | Dragon CRS-11                      | Lyckad        | Lyckad                | Renoverad     |
| B1035 | Full Thrust | 15 december 2017                                               | F9-045 ♺   | 6m 12d         | Dragon CRS-13                      | Lyckad        | Lyckad                | Pensionerad   |
| B1036 | Full Thrust | 25 juni 2017                                                   | F9-037     | i.u.           | Iridium NEXT 11–20                 | Lyckad        | Lyckad                | Renoverad     |
| B1036 | Full Thrust | 23 december 2017                                               | F9-046 ♺   | 5 m 9d         | Iridium NEXT 31–40                 | Lyckad        | Lyckad (Öppet vatten) | Förbrukad     |
| B1037 | Full Thrust | 5 juli 2017                                                    | F9-038     | i.u.           | Intelsat 35e                       | Lyckad        | Inget försök          | Förbrukad     |
| B1038 | Full Thrust | 24 augusti 2017                                                | F9-040     | i.u.           | Formosat-5                         | Lyckad        | Lyckad                | Renoverad     |
| B1038 | Full Thrust | 22 februari 2018                                               | F9-049 ♺   | 5m 29d         | Paz                                | Lyckad        | Inget försök          | Förbrukad     |
| B1039 | Block 4     | 14 augusti 2017                                                | F9-039     | i.u.           | Dragon CRS-12                      | Lyckad        | Lyckad                | Renoverad     |
| B1039 | Block 4     | 2 april 2018                                                   | F9-052 ♺   | 7m 19d         | Dragon CRS-14                      | Lyckad        | Inget försök          | Förbrukad     |
| B1040 | Block 4     | 7 september 2017                                               | F9-041     | i.u.           | Boeing X-37B OTV-5                 | Lyckad        | Lyckad                | Renoverad     |
| B1040 | Block 4     | 31 maj 2018                                                    | F9-056 ♺   | 8m 17d         | SES-12                             | Lyckad        | Inget försök          | Förbrukad     |
| B1041 | Block 4     | 9 oktober 2017                                                 | F9-042     | i.u.           | Iridium NEXT 21–30                 | Lyckad        | Lyckad                | Renoverad     |
| B1041 | Block 4     | 30 mars 2018                                                   | F9-051 ♺   | 5m 21d         | Iridium NEXT 41–50                 | Lyckad        | Inget försök          | Förbrukad     |
| B1042 | Block 4     | 30 oktober 2017                                                | F9-044     | i.u.           | Koreasat 5A                        | Lyckad        | Lyckad                | I lager       |
| B1043 | Block 4     | 8 januari 2018                                                 | F9-047     | i.u.           | Zuma                               | Lyckad        | Lyckad                | Renoverad     |
| B1043 | Block 4     | 22 maj 2018                                                    | F9-055 ♺   | 4m 14d         | Iridium NEXT 51–55 · GRACE-FO 1, 2 | Lyckad        | Inget försök          | Förbrukad     |
| B1044 | Block 4     | 6 mars 2018                                                    | F9-050     | i.u.           | Hispasat 30W-6                     | Lyckad        | Inget försök          | Förbrukad     |
| B1045 | Block 4     | 18 april 2018                                                  | F9-053     | i.u.           | TESS                               | Lyckad        | Lyckad                | Renoverad     |
| B1045 | Block 4     | 28 juni 2018                                                   | TBD ♺      | 2m 11d         | SpaceX CRS-15                      | Lyckad        | Inget försök          | Förbrukad     |

| +Falcon 9 Block 5 förstasteg bärraket | Kärna            | Version          | Uppskjutning (UTC) | Flygning № | Renoveringstid                     | Nyttolast | Uppskjutning | Landning         | Status |
| B1046                                 | Block 5          | 11 maj 2018      | F9-054             | i.u.       | Bangabandhu-1                      | Lyckad    | Lyckad       | Förbrukad        |        |
| B1046                                 | Block 5          | 7 augusti 2018   | F9-059♺            | 2m 27d     | Telkom 4 (Merah Putih)             | Lyckad    | Lyckad       | Förbrukad        |        |
| B1046                                 | Block 5          | 3 december 2018  | F9-064 ♺           | 3m 26d     | SSO-A                              | Lyckad    | Lyckad       | Förbrukad        |        |
| B1046                                 | Block 5          | 19 januari 2020  | F9-079 ♺           | 1y 1m 16d  | Crew Dragon in-flight abort test   | Lyckad    | Inget försök | Förbrukad        |        |
| B1047                                 | Block 5          | 22 juli 2018     | F9-058             | i.u.       | Telstar 19V                        | Lyckad    | Lyckad       | Förbrukad        |        |
| B1047                                 | Block 5          | 15 november 2018 | F9-0643 ♺          | 3m 24d     | Es'hail 2                          | Lyckad    | Lyckad       | Förbrukad        |        |
| B1047                                 | Block 5          | 6 augusti 2019   | F9-074 ♺           | 8m 22d     | AMOS-17                            | Lyckad    | Lyckad       | Förbrukad        |        |
| B1048                                 | Block 5          | 25 juli 2018     | F9-059             | i.u.       | Iridium NEXT-7                     | Lyckad    | Lyckad       | Landat           |        |
| B1048                                 | Block 5          | 8 oktober 2018   | F9-062♺            | 2m 13d     | SAOCOM 1A                          | Lyckad    | Lyckad       | Landat           |        |
| B1048                                 | Block 5          | 22 februari 2019 | F9-067♺            | 4m 14d     | Nusantara Satu (PSN-6) / Beresheet | Lyckad    | Lyckad       | Landat           |        |
| B1048                                 | Block 5          | 19 november 2019 |                    |            | Starlink × 60 (v1.0 L1)            | Lyckad    | Lyckad       | Landat           |        |
| B1048                                 | Block 5          | 18 mars 2020     | F9-083 ♺           | 4m 7d      | Starlink × 60 (v1.0 L5)            | Lyckad    | Misslyckad   | Förbrukad        |        |
| B1049                                 | Block 5          | 2 augusti 2018   | F9-061             | i.u.       | Telstar 18V / Apstar-5C            | Lyckad    | Lyckad       | Landat           |        |
| B1049                                 | Block 5          | 11 januari 2019  | F9-0619♺           | 4m 1d      | Iridium NEXT × 10 (NEXT-8)         | Lyckad    | Lyckad       | Landat           |        |
| B1049                                 | Block 5          | 24 maj 2019      | F9-0619♺           | 4m 13d     | Starlink × 60 (v0.9)               | Lyckad    | Lyckad       | Landat           |        |
| B1049                                 | Block 5          | 1 januari 2020   | F9-078 ♺           | 7m 14d     | Starlink × 60 (v1.0 L2)            | Lyckad    | Lyckad       | Landat           |        |
| B1049                                 | Block 5          | 4 juni 2020      | F9-086 ♺           | 4m 28d     | Starlink × 60 (v1.0 L7)            | Lyckad    | Lyckad       | Landat           |        |
| B1049                                 | Block 5          | 18 augusti 2020  | F9-091 ♺           | 2m 14d     | Starlink × 58 (v1.0 L10)           | Lyckad    | Lyckad       | Landat           |        |
| B1050                                 | Block 5          | 5 december 2018  | F9-065             | i.u.       | SpaceX CRS-16                      | Lyckad    | Misslyckad   | Återvinnas       |        |
| B1051                                 | Block 5          | 2 mars 2019      | F9-068             | i.u.       | SpX-DM1                            | Lyckad    | Lyckad       | Landat           |        |
| B1051                                 | Block 5          | 12 juni 2019     | F9-072             | 3m 9d      | RADARSAT Constellation             | Lyckad    | Lyckad       | Landat           |        |
| B1051                                 | Block 5          | 29 januari 2020  | F9-080 ♺           | 7m 17d     | Starlink × 60 (v1.0 L3)            | Lyckad    | Lyckad       | Landat           |        |
| B1051                                 | Block 5          | 22 april 2020    | F9-084 ♺           | 2m 24d     | Starlink × 60 (v1.0 L6)            | Lyckad    | Lyckad       | Landat           |        |
| B1051                                 | Block 5          | 7 augusti 2020   | F9-090 ♺           | 3m 16d     | Starlink × 57 (v1.0 L9)            | Lyckad    | Lyckad       | Landat           |        |
| B1052                                 | Block 5          | 11 april 2019    | FH-002             | i.u.       | Arabsat-6A                         | Lyckad    | Lyckad       | Landat           |        |
| B1052                                 | Block 5          | 25 juni 2019     | FH-003             | 2m 14d     | Space Test Program Flight 2        | Lyckad    | Lyckad       | Landat           |        |
| B1053                                 | Block 5          | 11 april 2019    | FH-002             | i.u.       | Arabsat-6A                         | Lyckad    | Lyckad       | Landat           |        |
| B1053                                 | Block 5          | 25 juni 2019     | FH-003             | 2m 14d     | Space Test Program Flight 2        | Lyckad    | Lyckad       | Landat           |        |
| B1054                                 | Block 5          | 18 december 2018 | F9-066             | i.u.       | GPS IIIA-01                        | Lyckad    | Inget försök | Förbrukad        |        |
| B1055                                 | Block 5          | 11 april 2019    | FH-002             | i.u.       | Arabsat-6A                         | Lyckad    | Lyckad       | Förbrukad        |        |
| B1056                                 | Block 5          | 18 mars 2019     | F9-070             | i.u.       | SpaceX CRS-17                      | Lyckad    | Lyckad       | Förbrukad        |        |
| B1056                                 | Block 5          | 25 juli 2019     | F9-073 ♺           | 2m 21d     | Dragon CRS-18                      | Lyckad    | Lyckad       | Förbrukad        |        |
| B1056                                 | Block 5          | 17 december 2019 | F9-077 ♺           | 4m 23d     | JCSat-18                           | Lyckad    | Lyckad       | Förbrukad        |        |
| B1056                                 | Block 5          | 17 februari 2019 | F9-081 ♺           | 2m         | Starlink-4                         | Lyckad    | Lyckad       | Förbrukad        |        |
| B1057                                 | Block 5(FH core) | 25 juni 2019     | FH-003             | i.u.       | Space Test Program Flight 2        | Lyckad    | Lyckad       | Förbrukad        |        |
| B1058                                 | Block 5          | 7 maj 2020       | F9-085             | i.u.       | Crew Dragon Demo-2                 | TBA       | TBA          | Static fire test |        |
| B1058                                 | Block 5          | 20 juni 2020     | F9-089 ♺           | 1m 20d     | ANASIS-II                          | Lyckad    | Lyckad       | Landat           |        |
| B1059                                 | Block 5          | 5 december 2019  | F9-076             | i.u.       | Dragon C106 (CRS-19)               | Lyckad    | Lyckad       | Landat           |        |
| B1059                                 | Block 5          | 7 mars 2020      | F9-082 ♺           | 3m 2d      | Dragon C112 (CRS-20)               | Lyckad    | Lyckad       | Landat           |        |
| B1059                                 | Block 5          | 13 juni 2020     | F9-087 ♺           | 3m 5d      | Starlink × 58 (v1.0 L8)            | Lyckad    | Lyckad       | Landat           |        |
| B1059                                 | Block 5          |                  | F9-0xx ♺           | ~2m        | SAOCOM 1B                          | Planerad  | Planerad     | Landat           |        |
| B1060                                 | Block 5          | 30 juni 2020     | F9-088             | i.u.       | GPS III SV03 Columbus              | Lyckad    | Lyckad       | Landat           |        |
| B1060                                 | Block 5          |                  | F9-0xx ♺           |            | SXM 7                              |           |              | Landat           |        |
| B1061                                 | Block 5          |                  |                    | i.u.       | Dragon C207 (Crew-1)               | Planerad  | Planerad     | Test             |        |
| B1062                                 | Block 5          |                  |                    | i.u.       | GPS III SV04                       | Planerad  | Planerad     | Test             |        |